# Leslie Groves
Generalløjtnant Leslie Richard Groves, Jr. (17. august 1896 – 13. juli 1970) var en amerikansk officer i ingeniørkorpset, som var tilsynsførende ved bygningen af Pentagon-bygningen og ledede Manhattan Project, som udviklede atombomben under 2. verdenskrig. Som søn af en præst i United States Army boede Groves på en række militærforlægninger under sin opvækst. Han tog eksamen som nr. 4 i sin klasse på West Point i 1918 og blev tilknyttet US Army Corps of Engineers. I 1929 deltog han i en ekspedition til Nicaragua, der havde til formål at gennemføre en undersøgelse af muligheden for at bygge en kanal der mellem Atlanterhavet og Stillehavet. Efter jordskælvet i Nicaragua i 1931 overtog Groves ansvaret for vandforsyningen i Managua, hvilket indbragte ham den nicaraguanske præsidents fortjenstmedalje. I årene 1935-36 gik han på Command and General Staff School på Fort Leavenworth i Kansas, og fortsatte i 1938-39 på Army War College, hvorefter han indtrådte i Krigsministeriets generalstab.
Groves havde ry for at være en, der kunne få tingene gjort, og i 1940 blev han særlig assistent med ansvar for byggeri for generalkvartermesteren, med den opgave at inspicere byggerier og holde øje med at de skred frem. I august 1941 fik han ansvaret for det gigantiske kontorbyggeri, som skulle huse krigsministeriets 40.000 ansatte, og som fik navnet Pentagon. I september 1942 overtog Groves ledelsen af Manhattan Project og var de følgende år involveret i de fleste sider af udviklingen af atombomben. Han deltog i udvælgelsen af lokaliteter til forskning, udvikling og produktion i Oak Ridge, Tennessee, Los Alamos, New Mexico og Hanford, Washington. Han styrede det enorme byggeri og tog afgørende beslutninger om de forskellige måder til isotopadskillelse. Han sørgede også for at anskaffe råmaterialer, styre indsamlingen af militære efterretninger om det tyske atombombeprojekt og hjalp med til at udvælge de byer i Japan, der skulle være mål for atombomber. Groves indhyldede Manhattanprojektet i sikkerhedsforanstaltninger, men kunne ikke forhindre, at Sovjetunionen med held gennemførte et spionageprogram, som stjal nogle af de vigtigste hemmeligheder.
Efter krigen vedblev Groves med at lede Manhattanprojektet, indtil ansvaret for atomvåbenproduktion blev overladt til USA's atomenergikommission i 1947. Derpå var han leder af de væbnede styrkers projekt for særlige våben, hvis rolle var at styre de militære aspekter af atomvåben. Groves erkendte, at han ikke kunne få opgaver af tilnærmelsesvis samme vigtighed i et forsvar, som hurtigt blev mindre efter krigen, og han besluttede at forlade hæren i 1948. Han blev forfremmet til generalløjtnant lige inden sin afsked den 28. februar 1948 som anerkendelse for hans ledelse af atombombeprojektet. Ved en særlig lov i Kongressen fik han rang med virkning fra 16. juli 1945 – den dag Trinitytesten blev gennemført. Groves blev senere vice-præsident i  Sperry Rand.

## Tidlige år
Leslie Richard (Dick) Groves Jr. blev født i Albany, New York, den 17. august 1896,. Han var tredje søn af en søskendeflok på fire efter pastor, Leslie Richard Groves, Sr og dennes kone Gwen født Griffith. Faderen var efterkommer efter franske huguenotter, som kom til Amerika i 1600-tallet. Leslie Groves, Sr tog sin afsked som præst for Sixth Presbyterian church i Albany i december 1896 for at blive præst i United States Army. Han blev stationeret ved 14. infanteriregiment i Vancouver Barracks i staten Washington i 1897. Efter udbruddet af den spansk-amerikanske krig i 1898, blev pastor Groves sendt til Cuba med 8. infanteriregiment. Da han kom tilbage til  Vancouver Barracks fik han ordre til at slutte sig til 14. infanteriregiment i Filippinerne. Der fulgte tjeneste under den Filippinske-Amerikanske Krig og Bokseropstanden. 14. infanteriregiment kom tilbage til USA i 1901 og flyttede til Fort Snelling i Minnesota. Familien flyttede med fra Vancouver, og flyttede derefter til Fort Hancock, New Jersey, det følgende år inden den vendte tilbage til Vancouver i 1905. Pastor Groves kom på hospitalet med tuberkulose på Fort Bayard i 1905. Han besluttede at slå sig ned i det sydlige California og købte et hus i Altadena. Hans næste post var på Fort Apache i Arizona. Familien tilbragte somrene der, og tog tilbage til Altadena hvor børnene gik i skole.
I 1911 fik pastor Groves ordre til at vende tilbage til 14. infanteri, som nu var stationeret på Fort William Henry Harrison i Montana. Her mødte den unge Dick Groves Grace (Boo) Wilson, datter af oberst Richard Hulbert Wilson, en karriereofficer i hæren, som havde gjort tjeneste med pastor Groves i 8. infanteriregiment på Cuba. I 1913 flyttede 14. infanteriregiment igen, denne gang til Fort Lawton, Washington. Dick Groves startede i  Queen Anne High School i det nærliggende Seattle i 1913. I september samme år begyndte han sit sidste år i gymnasiet og blev også optaget på University of Washington. Han forsøgte at sikre sig en plads på United States Military Academy i West Point i 1914, hvor han sikrede sig en nominering fra præsident Woodrow Wilson, som gjorde det muligt for ham at dyste om en åben plads, men han fik ikke en tilstrækkelig høj score ved eksaminationen. Charles W. Bell fra Californiens 9. kongresdistrikt accepterede Groves som alternativ til en af dem han havde udpeget, men kandidaten accepterede. I stedet startede Groves på Massachusetts Institute of Technology. I 1916 tog Groves igen adgangseksamen West Point og denne gang blev han optaget. "At komme på West Point opfyldte min største ambition. Jeg var vokset op i hæren, og havde stort set levet i hærens forlægninger i hele mit liv," sagde Groves senere.
Groves' årgang startede på West Point den 15. juni 1916, men den amerikanske krigserklæring mod Tyskland i april 1917 førte til at uddannelsen blev forkortet så det sluttede 1. november 1918. Groves blev nr. 4 i sin klasse og blev udnævnt til sekondløjtnant i United States Army Corps of Engineers. Udnævnelser til ingeniørkorpset gik i reglen til de bedste i årgangen.

## Mellemkrigsårene
Efter den traditionelle 1 måneds orlov efter eksamen fra West Point, meldte Groves sig til tjeneste på Camp A. A. Humphreys i Virginia i december 1918, hvor han blev forfremmet til premierløjtnant den 1. maj 1919. Han blev sendt til Frankrig i juni på uddannelsestur til europæiske slagmarker fra 1. verdenskrig. Efter at være vendt tilbage fra Europa blev Groves studerende officer på ingeniørskolen på Camp Humphreys i september 1919. Efter sin eksamen blev han tildelt 7. ingeniørregiment ved Fort Benning i Georgia, som kompagnichef. Han vendte tilbage til Camp Humphreys i februar 1921 hvor han gennemgik det grundlæggende ingeniørofficers kursus. Efter eksamen i august 1921 blev han tildelt 4. ingeniørregiment på Camp Lewis, Washington. Han blev derefter forflyttet til Fort Worden som leder af en opmålingsenhed. Dette var i nærheden af  Seattle, så han kunne fortsætte sit frieri til Grace Wilson, som var blevet børnehavelærer. De blev gift i St. Clement's Episcopal Church i Seattle den 10. februar 1922. De fik to børn, en søn, Richard Hulbert i 1923, og en datter Gwen i 1928.
I november 1922 fik Groves sin første oversøiske post som kompagnichef i 3. ingeniørregiment på Schofield Barracks på Hawaii. Han fik en udmærkelse for sit arbejde der, hvor han byggede en sti fra  Kahuku til Pupukea. I november 1925 blev han overført til Galveston, Texas, som assistent for distriktsingeniøren, major Julian Schley. Groves' opgaver omfattede åbning af kanalen ved Port Isabel og overvågning af oprensningsoperationer i Galveston Bay. I 1927 blev han leder af D kompagniet i 1. ingeniørbataljon ved Fort DuPont, Delaware. Under oversvømmelserne i New England i november 1927 blev han sendt til Fort Ethan Allen, Vermont for at hjælpe med en styrke fra 1. ingeniørbataljon. Efter at en pontonbro de havde bygget blev oversvømmet og revet væk af vandet i floden blev Groves beskyldt for forsømmelighed. En måned senere blev Groves og flere af hans mænd alvorligt såret, en dødeligt, da en stang dynamit eksploderede for tidligt. Groves' overordnede skrev en kritisk rapport om ham, men ingeniørkorpsets chef  generalmajor Edgar Jadwin greb ind og placerede skylden på Groves' overordnede i stedet. Groves blev sendt tilbage til Fort DuPont.
I 1929 tog Groves til Nicaragua som chef for et kompagni fra 1. ingeniørbataljon, som led i en ekspedition, der havde til formål at gennemføre en undersøgelse af en mulig kanal mellem Atlanterhavet og Stillehavet. Efter jordskælvet i Nicaragua i 1931 overtog Groves ansvaret for vandforsyningssystemet i Managua. For denne indsats modtog den nicaraguanske præsidents fortjenstmedalje. Groves blev forfremmet til kaptajn den 20. oktober 1934. Han gennemførte Command and General Staff School på Fort Leavenworth, Kansas, i 1935 og 1936, hvorefter han blev stationeret i Kansas City, Missouri, som assistent for kommandanten for Missourifloddivisionen. I 1938 og 1939 gennemførte han Army War College. Den 1. juli 1939 blev han posteret i krigsministeriets generalstab i Washington, D.C.

## 2.  verdenskrig

### Konstruktionsdivisionen
Groves blev forfremmet til  major den 1. juli 1940. Tre uger senere blev han særlig assistent med ansvar for konstruktion for generalkvartermesteren generalmajor Edmund B. Gregory. De to mænd havde kendt hinanden i mange år, da Groves' far var en nær ven af Gregory. På dette tidspunkt var den amerikanske hær i færd med at indlede en national mobilisering, og det var konstruktionsdivisionens opgave at sørge for de nødvendige boliger og træningsfaciliteter til den enorme hær, som skulle opbygges. Det enorme konstruktionsprogram havde været hæmmet af flaskehalse, knaphed, forsinkelser, eskalerende omkostninger og dårlige leveforhold på byggepladserne. Aviserne begyndte at skrive artikler, hvor man anklagede konstruktionsdivisionen for inkompetence, uduelighed og ineffektivitet. Groves, som havde ry for at få tingene til at ske, og for at være overdrevet pligtopfyldende, var en af flere ingeniørofficerer, som blev tilkaldt for at få projektet på sporet. Han fik til opgave at overvåge byggepladser og kontrollere at de skred fremad.

Den 12. november 1940 bad Gregory Groves om at overtage kontrollen med de projekter, som konstruktionsdivisionen havde aftalt til fast pris, så snart han var blevet udnævnt til oberst. Begge dele skete to dage senere. Groves erindrede senere:
 I løbet af den første uge hvor jeg gjorde tjeneste der, kunne jeg ikke gå ud af mit kontor og ned ad korridoren til Hartmans kontor uden at blive belejret af officerer og civile ingeniører, der var ansvarlige for forbindelsen til forskellige lejre. Det er ingen overdrivelse, at hævde at i denne periode blev der truffet afgørelser på beløb på til 5 mio. dollar for hver 30 meter korridor jeg passerede.

For det første er general Groves den største skiderik jeg nogensinde har arbejdet for. Han er yderst krævende. Han er yderst kritisk. Han presser altid på og giver aldrig ros. Han er irriterende og sarkastisk. Han springer over alle sædvanlige organisatoriske kanaler. Han er yderst intelligent. Han har modet til at tage vanskelige beslutninger i rette tid. Han er den mest egoistiske mand jeg kender. Han ved, at han har ret, og holder derfor fast i sin beslutning. Han har uudtømmelig energi og forventer at alle arbejder lige så hårdt eller hårdere end han selv gør. Selv om han gav mig et stort ansvar og tilstrækkelige autorisationer til at udføre hans missions-lignende ordrer, blandede han sig til stadighed i hvad mine underordnede foretog sig. Men til gengæld havde han en lille stab, hvilket betød, at vi ikke blev udsat for den sædvanlige indblanding fra staben. Han beskyttede hensynsløst det overordnede projekt fra andre regeringsorganers indblanding, hvilket gjorde min opgave nemmere. Han accepterede sjældent samarbejde med andre organer, og da kun på hans egne præmisser. Under krigen og sidenhen har jeg haft lejlighed til at møde mange af vore dygtigste ledere i hæren, flåden og luftvåbenet foruden mange af vore fremragende videnskabelige, ingeniørmæssige eller industrielle ledere. Og hvis jeg skal opsummere vil jeg sige, at hvis jeg igen skulle udføre min del af atombombeprojektet og selv måtte vælge min chef, ville jeg vælge general Groves.
Groves gennemførte en række reformer. Han oprettede telefonlinjer til de tilsynsførende konstruktionskvartermestre og forlangte ugentlige rapporter om fremdriften i projekterne, Han forlangte at afregninger til leverandørerne skulle betales indenfor en uge og sendte ekspeditører til byggepladserne hvor de skulle rapportere om knapheder. Han gav sine entreprenører ordre til at fremskaffe al det særlige udstyr de havde brug for, og betale de nødvendige overpriser for at sikre hurtig levering. I stedet for at tillade at byggeriet i lejrene foregik i den rækkefølge, som entreprenørerne fandt for godt, opstillede han prioritering for færdiggørelsen af lejrfaciliteterne, så tropperne kunne begynde at flytte ind, selv om byggeriet stadig var i gang. I midten af december var den værste krise overstået. Over en halv million mænd var blevet mobiliseret og de nødvendige beboelseskvarterer og faciliteter for 2 mio. mand var færdiggjort 95%. Mellem 1. juli 1940 og 10. december 1941 afsluttede konstruktionsdivisionen kontrakter til en værdi på 1.676.293.000$, hvoraf 1.347.991.000 eller omkring 80% var til fast pris.
Den 19. august 1941 blev Groves indkaldt til et møde med chefen for konstruktionsdivisionen brigadegeneral Brehon B. Somervell. I mødet deltog kaptajn Clarence Renshaw, en af Groves' assistenter; major Hugh J. Casey, chefen for konstruktionsdivisionens design- og konstruktionssektion samt George Bergstrom, en tidligere præsident for American Institute of Architects. Casey og Bergstrom havde tegnet et enormt kontorkompleks, som skulle huse krigsministeriets 40.000 ansatte i en enkelt bygning, en 5 etagers femsidet bygning, som senere fik navnet Pentagon. Pentagon-bygningen havde et samlet etageareal på 470.000 m² – dobbelt så meget som Empire State Building — hvilket gjorde den til den største kontorbygning i verden. Den beregnede pris var på $35 mio. og Somervell ønskede at have de første 46.000 m² etageareal klar til indflytning den 1. marts 1942. Bergstrom blev ingeniør på byggeriet og Renshaw fik ansvaret for byggeriet med direkte rapport til Groves. Da byggeriet var på sit højeste beskæftigede det 13.000 personer. I slutningen af april flyttede de første ind og der var 93.000 m² klar i slutningen af maj.  Det endte med at byggeriet kostede omkring $63 mio..
Groves overvandt støt den ene krise efter den anden. Han håndterede strejker, materialeknaphed, konkurrence fra andre projekter og ingeniører, som ikke kunne klare deres opgaver. Han arbejdede seks dage om ugen på sit kontor i Washington, D.C. I løbet af ugen afgjorde han hvilke projekter der havde størst behov for hans personlige opmærksomhed og besøgte dem om søndagen. Senere mindedes han, at han "håbede at komme til en krigsskueplads, så han kunne få lidt fred."

### Manhattanprojektet
Manhattan ingeniørdistriktet (MED) blev formelt etableret af chefen for ingeniørkorpset generalmajor Eugene Reybold den 16. august 1942. Navnet blev valgt af Groves og MED's kommandant, oberst James C. Marshall. Som andre ingeniørdistrikter blev det opkaldt efter hvor dets hovedkvarter var placeret – i Tower 270 på Broadway. I modsætning til de andre distrikter havde det ingen geografisk afgrænsning, kun en opgave, nemlig at udvikle en atombombe. Hertil kom, at Marshall havde samme beføjelser som en leder af en ingeniørdivision, og han havde direkte rapport til Reybold. Reybold var tilfreds med de fremskridt der blev gjort i projektet, men det var dr. Vannevar Bush ikke. Han mente at der var behov for mere en mere aggressiv lederstil, og foreslog at der blev udpeget en anerkendt officer som øverste leder for projektet. Somervell, som nu var blevet chef for hærens hjælpestyrke anbefalede Groves til stillingen. Somervell mødte Groves udenfor udvalgsværelset hvor Groves havde haft foretræde for Kongressens udvalg for militær indkvartering og meddelte ham, at "Krigsministeren har udvalgt Dem til en meget vigtig opgave, og Præsidenten har godkendt valget ... Hvis De løser opgaven korrekt, vil det betyde at krigen bliver vundet." Groves kunne ikke skjule sin skuffelse over ikke at få en kampopgave og svarede: "Åh, nå det".
Groves mødtes med generalmajor Wilhelm D. Styer i dennes kontor i Pentagon for at diskutere detaljerne. De var enige om, at for ikke at vække mistanke skulle Groves fortsætte med at føre opsyn med Pentagonbyggeriet. Han ville blive forfremmet til brigadegeneral, da man mente, at titlen  "general" ville have større vægt over for videnskabsfolkene i Manhattanprojektet. Groves ventede derfor til hans forfremmelse blev godkendt den 23. september 1942 inden han overtog sin nye post. Ifølge hans ordrer var han placeret direkte under Somervell i stedet for Reybold, og Marshall var nu underlagt Groves. Groves besluttede hurtigt at placere projektets hovedkvarter på 5. sal i Krigsministeriets nye bygning i Washington, D.C., hvor Marshall havde haft et forbindelseskontor. I august 1943 flyttede MED hovedkvarteret til Oak Ridge (Tennessee), men beholdt sit oprindelige navn.
Udgifter til byggeri stod for omkring 90% af Manhattanprojektets samlede udgifter. Dagen efter at Groves havde overtaget ledelsen af projektet tog han og Marshall toget til Tennessee for at inspicere det sted, som Marshall havde udvalgt til opførelse af det planlagte produktionsanlæg i Oak Ridge. Groves var passende imponeret af stedet, og der blev taget skridt til straks at ekspropriere området. Indsigelser, juridiske appeller og kongresundersøgelser var omsonst. I midten af november fik indbyggerne besked på at rømme deres boliger, og byggeentreprenører rykkede ind på området.
I mellemtiden havde Groves mødtes med J. Robert Oppenheimer, en fysiker fra Berkeley universitetet, og havde diskuteret opbygningen af et laboratorium hvor bomben kunne konstrueret og afprøvet. Groves var imponeret over hvor bred en viden Oppenheimer havde. En lang snak på et tog i oktober 1942 overbeviste Groves og Nichols om at Oppenheimer havde en dyb forståelse af hvad det ville indebære at etablere et laboratorium i et øde område. Det var noget Groves manglede hos andre videnskabsfolk, og han vidste at en bred viden kunne være af afgørende betydning i et tværfagligt projekt, som ikke kun ville involvere fysik men også kemi, metallurgi, sprængstof og ingeniørvidenskab.
I oktober 1942 inspicerede Groves and Oppenheimer mulige placeringer i New Mexico, og de endte med at vælge et passende sted at bygge et laboriatorium i Los Alamos, New Mexico. I modsætning til Oak Ridge blev ranch-skolen i Los Alamos foruden de omkringliggende 21.600 ha skov og græsarealer hurtigt anskaffet. I modsætning til mange andre sporede Groves også at der i Oppenheimer lurede store ambitioner, hvilket Groves forventede kunne give projektet det nødvendige fremdrift til at lykkes. Groves blev overbevist om at Oppenheimer var både den bedste og eneste, som kunne lede laboratoriet.
Der var ikke mange, som var enige med ham i 1942. Oppenheimer havde ikke meget administrativ erfaring og i modsætning til andre mulige kandidater havde han ikke vundet Nobelprisen. Der var også bekymringer om hvorvidt Oppenheimer udgjorde en sikkerhedsrisiko, da mange i hans omgangskreds var kommunister, heriblandt hans bror Frank Oppenheimer, hans kone Kitty og hans veninde Jean Tatlock. Oppenheimers forbindelser til det amerikanse kommunistparti kom hurtigt for dagen, men  Groves valgte personligt at se bort fra sikkerhedskravene og udstedte en sikkerhedsgodkendelse af Oppenheimer den 20. juli 1943. Groves' tro på Oppenheimer viste sig i den sidste ende at være velbegrundet. Oppenheimers inspirerende lederskab skabte praktiske indfaldsvinkler til udformning og bygning af bomber. Da han mange år senere blev spurgt om hvorfor Groves valgte ham, svarede Oppenheimer, at generalen "havde en fatal svaghed for dygtige folk". Isidor Rabi anså valget af Oppenheimer for "en ægte genistreg fra general Groves, som ellers ikke i almindelighed blev anset for noget geni ..."
Groves traf afgørende beslutninger om prioritering af de forskellige metoder til isotopadskillelse og anskaffelse af de nødvendige råstoffer, som videnskabsfolkene og ingeniørerne havde brug for. På det tidspunkt han overtog ledelsen af projektet stod det klart, at den AA-3 prioritet, som Marshall havde opnået til projektet ikke var tilstrækkelig. De højeste prioriteter var AA-1 til AA-4 i faldende orden, og så var der en særlig AAA prioritet, som kun blev brugt i nødstilfælde. Prioriteterne AA-1 og AA-2 blev brugt til centrale våben og udstyr, så oberst Lucius D. Clay, der var næstkommanderende i staben for tjenester og forsyning mente, at den højeste prioritet han kunne tildele var AA-3, selv om han var villig til at give en AAA prioritering til materialer, der kunne fjerne flaskehalse. Groves gik til Donald M. Nelson, formanden for War Production Board og efter at have truet med at fremlægge sagen for præsidenten fik han en AAA prioritet til Manhattanprojektet. Det blev aftalt, at AA-3 prioriteten fortsat skulle anvendes hvor det var muligt.
"Combined Development Trust" blev dannet af regeringerne i USA, Storbritannien og Canada i juni 1944 med Groves som formand. Den skulle opkøbe uran- og thoriummalm på det internationale marked. I 1944 opkøbte trusten 1.560 ton uranoxid malm fra mineselskaner i Belgisk Congo. For at undgå at skulle orientere finansminister Henry Morgenthau, Jr. om projektet, blev trustens penge sat ind på en særlig konto, som ikke var omfattet af den sædvanlige regnskabskontrol.  Mellem 1944 og hans aftræden fra trusten i 1947 indsatte Groves i alt $37,5 mio. på kontoen.
I 1943 blev Manhattan Ingeniørdistriktet ansvarlig for indsamling af militære efterretninger om Aksemagternes atomare forskning. Groves iværksatte  Operation Alsos, særlige efterretningsgrupper, som skulle følge efter de fremrykkende allierede hære og indfange fjendtlige forskere og indsamle al den tekniske information og teknologi de kunne få fat i. Det endte med at der opererede Alsos grupper i Italien, Frankrig og Tyskland. Sikkerhedssystemet lignede det i andre ingeniørdistrikter. Manhattandistriktet opbyggede sin egen modspionage, som gradvis voksede i størrelse og mål, men omfattende sikkerhedsforanstaltninger forhindrede alligevel ikke Sovjetunionen fra at gennemføre et vellykket spionageprogram, som stjal nogle af projektets vigtigste hemmeligheder.

Groves havde et møde med chefen for den amerikanske hærs flystyrker – United States Army Air Forces, general Henry H. Arnold, i marts 1944 for at diskutere hvordan færdige atombomber kunne nedkastes over ders mål. Groves håbede at bombeflyet Boeing B-29 Superfortress kunne fremføre de færdige bomber. 509th Composite Group blev efterfølgende oprettet den 17. december 1944 på Wendover Army Air Field i Utah, under kommando af oberst Paul W. Tibbets. Et fælles udvalg med repræsentanter for Manhattandistriktet og   USAAF blev nedsat med det formål at udvælge mål i for af japanske byer. Udvalget anbefalede: Kokura, Hiroshima, Niigata og  Kyoto. På dette tidspunkt greb krigsminister Henry L. Stimson ind og meddelte, at han ville træffe beslutning om målene, og at han ikke ville tillade bombning af Kyoto. Groves forsøgte gentagne gange at få ham til at skifte mening, men Stimson afviste hver gang. Til sidst bad Groves  Arnold om at fjerne Kyoto fra såvel listen over atombombemål som fra listen over mål for konventionelle bombemål. Nagasaki blev sat på listen i stedet for Kyoto.

Groves blev forfremmet til midlertidig generalmajor i marts 1944. Efter at atombomberne var blevet kastet over Hiroshima og Nagasaki blev han tildelt Distinguished Service Medal. Begrundelsen lyder:
 Generalmajor Leslie Richard Groves koordinerede, administrerede og kontrollerede som kommanderende general for Manhattan Engineer District, Army Service Forces, fra juni 1942 til august 1945 et projekt af hidtil uset verdensomspændende betydning - udviklingen af atombomben. Det var hans ansvar at fremskaffe  materiel og personel, leder såvel offentlige som private styrker, opføre enorme anlæg, blande de videnskabelige tiltag fra USA og udlandet og opretholde fuldstændig hemmeligholdelse i jagten på en metode til at frigør atomenergi. Han opfyldte sin opgave med en så fremragende succes, at Manhanttan Ingeniørdistriktet i løbet af overraskende kort tid løste dette uhyre komplekse problem og besejrede Aksemagterne i kapløbet om at fremstille et instrument hvis potentiale i fredstid ikke er mindre end dets forbløffende anvendelse i krig. General Groves præstation er af ubegribelig stor betydning for nationens og verdens fremtid.

Groves havde tidligere været nomineret til Distinguished Service Medal for sit arbejde med Pentagon, men får at undgå at tiltrække opmærksomhed  til Manhattanprojektet, var den ikke blev tildelt dengang. Efter krigen besluttede det såkaldte Decorations Board at ændre den til en Legion of Merit. I anerkendelse af hans indsats i projektet udnævnte den belgiske regering ham til kommandør af kroneordenen og den britiske regering gjorde ham til Companion of the Order of the Bath.

## Efter krigen
Ansvaret for kernekraft og atomvåben overgik fra Manhattandistriktet til USA's atomenergikommission den 1. januar 1947. Den 29. januar 1947 udsendte  krigsminister Robert P. Patterson og flådeminister James V. Forrestal et fælles direktiv, som oprettede Armed Forces Special Weapons Project (AFSWP) som skulle føre kontrol med de militære aspekter af nukleare våben. Groves blev udpeget til dets chef den 28. februar 1947. I april flyttede AFSWP fra krigsministeriets nye bygning ti l5. sal i Pentagon. Groves havde allerede påbegyndt den nye opgave ved at etablere Sandia Base i 1946.
Den amerikanske hærs stabschef general Dwight D. Eisenhower holdt møde med Groves den 30. januar 1948 for at evaluere hans indsats. Eisenhower opremsede en lang liste af klager over Groves, der omhandlede hans uforskammethed, arrogance, ufølsomhed, foragt for regler og forsøg på at opnå forfremmelse udenfor tur. Eisenhower gjorde det klart for Groves at han aldrig ville blive chef for ingeniørkorpset. Groves indså, at i det hurtigt skrumpende militær efter krigen, ville han aldrig få en opgave, som i betydning kunne sidestilles den han havde haft i Manhattanprojektet, da sådanne poster ville gå til generaler, der vendte tilbage fra kampmissioner i udlandet, og han besluttede at forlade hæren. Han blev forfremmet til generalløjtnant lige inden han gik på pension den 29. februar 1948 som anerkendelse for han lederskab i Manhattanprojektet. Ved en særlig kongresbeslutning blev hans rang gjort gældende fra 16. juli 1945 – den dag hvor den første atomprøvesprængning – Trinitytesten – blev gennemført.

## Senere år
Groves blev herefter vicepræsident for Sperry Rand, en virksomhed som fremstillede udstyr og elektronik. Han flyttede til  Darien, Connecticut i 1948. Han tog sin afsked fra Sperry Rand i 1961. Han var også præsident for elevforeningen ved West Point, Association of Graduates. Han overrakte General Douglas MacArthur Sylvanus Thayer Award i 1962. Det var ved den lejlighed at MacArthur holdt sin berømte Duty, Honor, Country tale til afgangsholdett på West Point. Som pensionist skrev han en bog om Manhattanprojektet med titlen: Now It Can Be Told (Nu kan det fortælles), som oprindelig udkom i 1962. I 1964 flyttede han tilbage til Washington, D.C.
Groves fik en blodprop i hjertet den 13. juli 1970. Han blev ført til Walter Reed Army Medical Center, hvor han døde samme nat. Begravelseshøjtideligheden blev gennemført i et kapel i Fort Myer, Virginia, hvorefter han blev begravet på Arlington National Cemetery ved siden af sin bror Allen, som var død af lungebetændelse i 1916.